# Ngài cáo tuyệt vời
Ngài cáo tuyệt vời là phim điện ảnh Mỹ 2009 dựa trên tiểu thuyết cùng tên của Roald Dahl. Phim được công chiếu vào ngày 13 tháng 11 năm 2009 tại Hoa Kỳ.

## Phân vai
- George Clooney vai Mr. Jack Fox
- Meryl Streep[2] vai Mrs. Felicity Fox[3]
- Jason Schwartzman[4] vai Ash Fox
- Eric Chase Anderson vai Kristofferson Silverfox
- Wallace Wolodarsky vai Kylie Sven Opossum
- Bill Murray vai Clive Badger[5]
- Willem Dafoe vai Rat
- Owen Wilson vai Coach Skip
- Michael Gambon vai Franklin Bean
- Robin Hurlstone vai Walter Boggis
- Hugo Guinness vai Nathan Bunce
- Helen McCrory vai Mrs. Bean
- Jarvis Cocker vai Petey
- Brian Cox vai Dan Peabody - Action 12 Reporter
- Adrien Brody vai Rickity
- Garth Jennings vai Anak Bean
- Wes Anderson vai Weasel
- Roman Coppola vai Squirrel Contractor